# Marmara (bướm đêm)
Marmara là một chi bướm đêm thuộc họ Gracillariidae.

## Các loài
- Marmara affirmata (Meyrick, 1918)
- Marmara apocynella Braun, 1915
- Marmara arbutiella Busck, 1904
- Marmara auratella Braun, 1915
- Marmara basidendroca Fitzgerald, 1973
- Marmara corticola Fitzgerald, 1973
- Marmara elotella (Busck, 1909)
- Marmara fasciella (Chambers, 1875)
- Marmara fraxinicola Braun, 1922
- Marmara fulgidella (Clemens, 1860)
- Marmara guilandinella Busck, 1900
- Marmara gulosa Guillén & Davis, 2001
- Marmara ischnotoma (Meyrick, 1915)
- Marmara isortha (Meyrick, 1915)
- Marmara leptodesma Meyrick, 1928
- Marmara opuntiella Busck, 1907
- Marmara oregonensis Fitzgerald, 1975
- Marmara phaneropis (Meyrick, 1915)
- Marmara pomonella Busck, 1915
- Marmara salictella Clemens, 1863
- Marmara serotinella Busck, 1915